# ちぱパニック!!
『ちぱパニック!!』は、幸宮チノによる日本の漫画作品。幸宮の初となるオリジナル作品。アフリカ旅行中に小泉一家が発見した悪魔の卵から生まれた「ちぱ」を中心に、個性的なキャラクター達が繰り広げるドタバタギャグ漫画。2013年12月25日よりマンガ図書館Z内に於いて全話が無料公開されている。

## あらすじ
アフリカ旅行をしていた小泉一家。渡航先で発見した謎の卵は、上級悪魔のものであった。帰国後、小泉家で卵が孵り「せかいせいふくをする」と決意表明する悪魔の子が生まれる。

## 特徴
連載開始から第5話、第7話は4コマ漫画で、第6話、第8話から第11話は1P漫画、第12話より一話完結となっている。
また作品中でも時間が流れており、第2巻の“おまけまんが”では（作者によるジョークだが）「26巻くらい」に登場する大人になったちぱと笹が描かれている。
登場人物が多く、一度きりではなく準レギュラー化することが多い。

## 登場キャラクター
ちぱ
本作の主人公。悪魔の子。命名者は笹で、由来は「ちびっこくて目がぱちっとしてるから」。最初は「十六夜とかジェンドとかそゆのでないと嫌」と嫌がったものの、飴に釣られて快諾した。
額に六角形の髪らしきものが生えている。初期は髪型が安定していなかったが途中から六角形で固定された。体は青く、服を着ているようにも見えるが作品中では詳しく語られていない。真っ黒な猫耳に星形の尻尾と小さなコウモリのような黒い羽が特徴で、飛行することも可能。
小泉家で生まれて世界征服を目指すと自負するが、笹にいつも尻尾を紐で縛られ物干し竿に吊されるなど威厳はない。語尾に「でちゅ」と付けて話す。動物と会話できる特技を持つ。
モデルはドラゴンクエストシリーズのベビーサタン。
小泉笹（こいずみ ささ）
小泉家の長男。一人っ子。物語開始時は11歳（後に12歳）。
どこか抜けた両親と違い常識人で、いつもちぱのイタズラに付き合わされている。その度にちぱを物干し竿に吊すがあまり効果はない。
見た目が整っているため女子にモテるらしく、林間学校では一緒に記念撮影を頼まれたり、旅行先で出会った別学校の女子生徒に一目惚れされていたりした。ただし本人にその自覚はない模様。
初期では居候として扱っていたが、徐々にちぱと打ち解け合い親友となる。初期モデルは作者本人で、現在とは正反対の性格設定だった。
間滝るるな（またき るるな）
笹のクラスメート。成績もよく美人で一目置かれる存在だが、天然の気がありちぱを猫と思い込んでいる。ここなという妹がいる。趣味は料理。
モデルは『ドラゴンクエストV 天空の花嫁』のフローラ。
朝野いずま（あさの いずま）
笹のクラスメートの一人。笹と仲が良く、共に行動している場面が多くみられる。姉がいるが怒ると非常に怖いらしい。
名前の由来は作者の友人である漫画家浅野りんから。なお、ファンレターでは一番人気だったとのこと。
津村りよ（つむら りよ）
笹のクラスメート。ポニーテールが特徴の活発な女の子。第2巻からいずまと事実上のカップルとなる。
モデルは作者の友人。

## 準レギュラー
ムラヤマ
ちぱの家来第1号の老犬。近所の家で飼われている。
老体のため、5mも歩けば息が上がってしまう。
ちぱにとってよき理解者であり、保護者的な存在。
ロップ
ムラヤマの孫の子犬。第7話「ライバル登場！」にて初登場。
初めはちぱと見栄の張り合いで対立するも、次第に打ち解けて友達となる。
高柳マヤカ（たかやなぎ マヤカ）
第10話「家来志望者 出現！」で初登場した無職の女性。ちぱと同レベルの思考回路の持ち主。
アルバイトをクビになり、行き倒れていたところをちぱに発見される。笹の父親の助手を目指して奔走する。山口県出身。
モデルのバイトをしていたという実績もあり、見た目はナイスバディの美人である。名字は第3巻で判明する。
4歳の時に犬に噛まれて以来トラウマだったが、歯のないムラヤマは平気だった。なお、まだ傷跡が残っているようで、水着の依頼はこなせなかったという。
性格以外のモデルは常盤貴子。
間滝ここな（またき ここな）
るるなの妹。5歳。語尾に「～なの」がつく。第21話「だいすき笹」で初登場。るるな曰く「おませさん」というがませすぎている少女で、笹に一目惚れした際には「新幹線通勤」や「略奪愛」などの発言が飛び出ている。ちぱをライバル視し、どちらが笹に相応しいか勝負を挑む。が、結局笹はるるなと先約があるとして「一番のライバルはお姉ちゃんなの…」とぼやいたりもした。その後登場した時は「宇宙マン」の主人公レイタのファンになっていた。
玉井（たまい）
第9話「林間学校へ行くぞ！」で初登場。笹たちのクラスメート。愛称は“タマ”。
典型的な学級委員で堅物だったが、ちぱとの出会いから少しずつ素を出すようになっていく。石川さゆりのファン。
小泉竹次郎
笹の父親で、動物学者をしている。本も数冊出しているが、見た目が恰幅の良い温和な人なので、あまり凄そうな人には見えない。
小泉母
笹の母親。本名不明。温和な夫に似ているおっとりした人。いつでもにこにこしている。

## そのほかのキャラ
香名（かな）
第6話「ちぱ一人旅！」に登場。ちぱが新潟へ一人旅する際に駅で知り合った女性。
動物は一匹だけでは乗れないと駅員に止められたちぱを、自ら連れになることで救う。
恋人と仲違いし、「海を見たい」との思いから故郷の新潟へ帰省中だった。
不破 力（ふわ りき）
第8話「ボクサー 力」で初登場。近所の高校に通う2年生。新聞配達のアルバイト中にちぱと出会った。
ボクサーを目指し、平松ボクシングジムでトレーニングに励んでいる。将来はバンタム級の王者になることが夢。
誠実な美青年なので、マヤカに色仕掛けを使われた。
健一（けんいち）
力と対立していた3人組の1人。
和解した後は他2人と共に平松ボクシングジムに通うようになり、ちぱが連れてきたマヤカに一目惚れした。
宣之（のりゆき）
健一ら3人組の1人。長い茶髪が特徴。
健一と同じくマヤカに一目惚れしている。
勝（まさる）
健一ら3人組の1人で巨漢。
やはりマヤカに一目惚れし、他2人と共に奉仕している。
上代（かみしろ）
第12話「ちぱとカミシロ」にて登場したベテラン警部。偶然空き巣を捕まえ感謝状を貰うちぱに、「いい気になるな」と忠告し対立。
署長の提案で、ちぱとどちらが早く連続窃盗犯を逮捕するか勝負する。笹曰く「ちぱと同じレベルの人」。
宋かすみ（そう かすみ）
カレーハウス「サフラン」を営む女性。第2巻に登場。根っからのネガティブ思考の持ち主で、どれだけ褒めても裏の意味で受け止めてしまい、それが店の雰囲気を暗くさせる要因となっていた。なお、カレーの味は評判になっていたお店よりも美味しい。
ちぱとマヤカの協力で店の雰囲気を明るくし、かすみ自身もメイクアップして心機一転を目指す。かすみ自身も明るくなったことで、雑誌やTVで紹介されるようになり、繁盛するようになった。
立花美生（たちばな みお）
修学旅行で笹達と同じ「緑ヶ淵湖」に訪れていた大阪の女の子。
ある事情により外出ができずホテルに残っていたところ、足を捻挫したため自由行動に参加しなかった笹と知り合う。前年まで東京に住んでいたため関西弁ではない。
おばあちゃん
本名不明。小泉竹次郎の母。田舎で「小泉菓子店」を営み、テツに孫の笹を紹介した。ちぱをちばと思い込んでいる。
テツ
小泉竹次郎の実家「小泉菓子店」の近所に住む少年。小学6年生。無口で人見知りする性格だが、田舎を嫌がり一人東京へ帰ろうとする笹に、田舎の良さを知ってもらおうと満天の星やカブトムシをプレゼントする一面も。
チャキ
笹達のクラスメイトで、草野球をしているスポーツ少女。本名は「千秋（ちあき）」。野球をしていた笹達に、練習試合の助っ人を頼む。
練習試合の翌日に引っ越すため、同じチームでプレイできる最後の試合に勝ちたいと望んでおり、笹達に助っ人を頼む。結果は負けてしまったが、引っ越し先でも草野球を続けるので、次は敵チームとして会おうと宣言する。ちなみに引っ越すと言っても隣町と言う近所である。
ふる
第3巻で登場。小学3年生。チャキの草野球チームのメンバー。家は「よしのそば」を経営している。自分のことを「ぼくぼくぼく」と繰り返す。
普段からのんびりとして頼りないが、引っ越してしまうチャキのために試合に勝ちたいと願ったり、銀次郎に嫌味を言ったちぱを怒ったりと、優しく芯の強い少年。
ポー太（ポーた）
第3巻で登場。チャキの草野球チームのメンバー。ぽっちゃりした男子。家は不動産屋。そのためチャキがどうしても勝ちたい理由を知っており、チャキの為に試合に勝ちたいと努力していた。
重蔵（しげぞう）
第3巻で登場。チャキの草野球チームのメンバー。見た目は可憐な美少女だが、男子。身長は高いが足は速くない。
ふる、ポー太と同じくチャキが引っ越す事を知っており、チャキと一緒に出られる最後の試合に勝ちたいと、きつい練習にも耐えていた。気持ちが高ぶると男口調になる。
佐伯銀次郎（さえき ぎんじろう）
第3巻で登場。中学生。ふるの親が経営する「よしのそば」の向かいにある「虎屋そば」の息子。口は悪くぶっきらぼうだが、根は優しい。
小学3年生の時に母が亡くなっていて父を手伝おうとするも、字が下手すぎて注文をこなす事が出来ず、店を閉店間際まで落ち込ませたことがある。そのため、自分と同じように母が倒れたふるを悪態を付きつつも心配しており、ふるも銀次郎の事情を知っていて心配してくれていることをわかっているため、銀次郎に「自分は大丈夫だ」というところを見せたがっていた。
レイタ
人気特撮ヒーロー「宇宙マン」を演じる俳優。本名不明。隣町に住んでいることを小泉母から聞き、ちぱとここなが一目会おうと奔走する。
菊枝（きくえ）
菊枝おばちゃんと呼ばれ、小泉家に和菓子を贈ったりと親密な関係。隣町に住む。